# قلعه خمب
قلعهٔ خُمب (به تاجیکی: Қалъаи Хумб) شهرکی در جمهوری تاجیکستان است که در شرق ولایت مختار کوهستان بدخشان جای دارد و مرکز ناحیه درواز است.

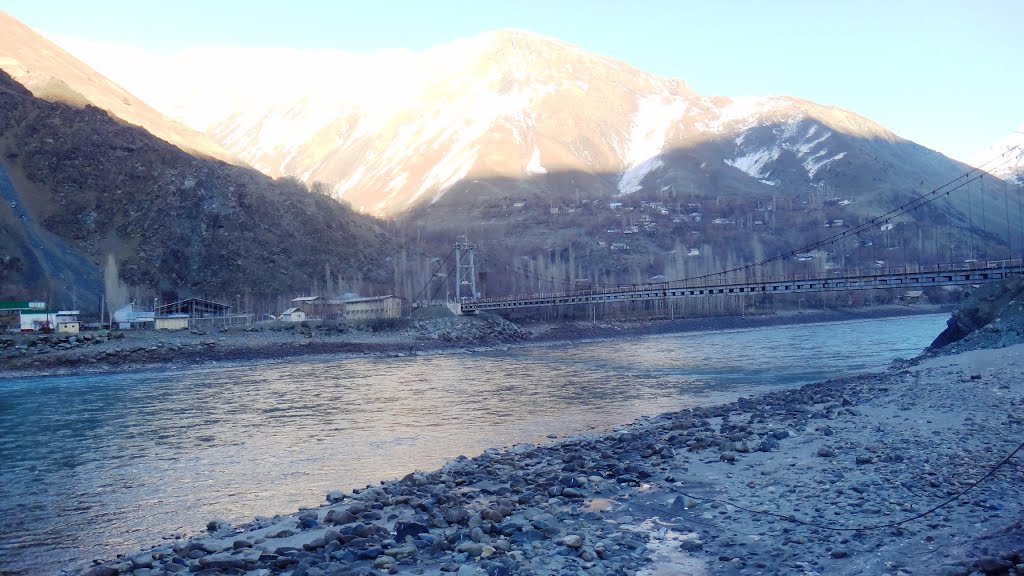
پل دوستی میان و بر فراز رود پنج که دو پایتخت درواز تاریخی، یعنی قلعه خمب و *نسی را به هم پیوند می‌کند.

## تاریخچه
قلعهٔ خمب در گذشته پایتخت پادشاهی مستقل درواز بود.
در پایان سال ۱۸۷۷ و آغاز ۱۸۷۸ م. پادشاهی درواز مورد حملهٔ لشکر منغوت‌های بخارا قرار گرفت.
پس از نبردهای شدید لشکر شاه درواز از قلعهٔ خمب به روستای کیوران عقب نشست.
جنگ سرنوشت‌ساز برای پادشاهی درواز در کیوران صورت گرفت و پس از این جنگ شاه و شاه‌زادگان که در میان آنها ابوالفیض‌خان با پسر خردسالش محمدولی‌خان نیز بودند به فرغانه مهاجرت نمودند.
محمدولی‌خان دروازی، بعداً از دیپلومات‌های برجسته افغانستان شد.
امروزه گورستانی به نام «قبرستان شهیدان» در کنار دیودره روستای کیوران مدفن سربازان قشون شاهان درواز است.
امروزه جادهٔ زِغَر - قلعهٔ خمب بخشی از جادهٔ بین‌المللی دوشنبه - قلمه در مرز چین است و شرکت ایرانی سابیر نیز در راه‌سازی قطعهٔ سوم این راه فعالیت دارد.